# گروه فیبو
گروه فیبو (International Financial Holding FIBO Group به اختصار: FIBO Group) شرکت کارگزاری اتریشی است که امکان انجام معاملات فارکس، CFD و فلزات را به مشتریان خود می‌دهد. این شرکت در سال ۱۹۹۸ تأسیس شد. این شرکت تحت نظارت FSC و CySEC قرار دارد.